# Earias rufipes
Earias rufipes är en fjärilsart som beskrevs av W. Warren 1916. Earias rufipes ingår i släktet Earias och familjen trågspinnare. Inga underarter finns listade i Catalogue of Life.